# Пропіліт
Пропіліт (рос. пропилит,англ. propylite, нім. Propylit m) — метасоматична гірська порода зеленого кольору масивної текстури, складена хлоритом, альбітом, піритом, кварцом, присутні також актиноліт, епідот, адуляр, серицит, карбонати, лейкоксен-рутил, цеоліти.
З П. пов'язані родовища руд поліметалів, золота та срібла. П. зустрічається в різних геотектонічних умовах, але найпоширеніші орогенні П., пов'язані з андезито-діоритовою формацією. Широко відомі рудні р-ни на Уралі, в Сер. Азії, Закавказзі, в Карпатсько-Балканській провінції, Японії, США (Кордильєри).
Термін введено Ф. П. В. Ріхтгофеном у 1868 р.